# حال الودي

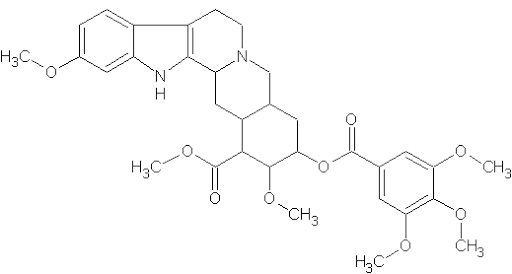

حال الودي أو داحض الودي أو مثبط تأثير العصب الودي (بالإنجليزية: Sympatholytic)‏ هو عقار أو دواء يعاكس التأثيرات مسار بيولوجي الناتجة عن جهد فعل لعصب بعد عقدي في أعضاء مستجيبة معصّبة بواسطة الجهاز العصبي الودي. تُستخدم هذه العقاقير لعدة وظائف منها على سبيل المثال خافضات ضغط الدم، كما تُستخدم في علاج القلق مثل اضطراب القلق العام، اضطراب الهلع واضطراب الكرب التالي للصدمة النفسية.

## آليات العمل
تثبط العوامل مضادة الفعل الأدرينالي إشارات الإبينفرين والنورإبينفرين، وهي في الأساس مناهضات للمستقبلات بعد المشبكية أدرينالية الفعل (مناهضات مستقبلات ألفا وبيتا أدرينالية الفعل، أو"محصرات") وتثبط مسارات التأشير الخلوي مع المسار الخاصة بالمستقبلات أدرينالية الفعل. مع ذلك توجد استثناءات: كلونيدين هو ناهض أدرينالي للمستقبل ألفا-2، ولأن ألفا-2 يتواجد قبل المشبك فإن ناهض هذا المستقبل يثبط التحرير قبل المشبكي للأدرينالين أو النور أدرينالين، وهذا يمنع تنشيط المستقبل أدرينالي الفعل بعد المشبكي والتأشير مع المسار. طريقة أخرى لتثبيط تأشير المستقبل الأدريناليني تتم عبر حصر ومنع تخليق الكاتيكولامينات. ميثيل تيروسين على سبيل المثال، يثبط أحد الإنزيمات المفتاحية في هذا المسار وهو هيدروكسيلاز التيروسين.
لكي يتم تحرير النواقل العصبية، يجب أن تُخزن أولا في حويصلات مشبكية. يعمل ريزيربين عبر تثبيط ناقل أحادي الأمين الحويصلي (VMAT) وهذا يمنع تخزين النواقل العصبية في الحويصلات المشبكية. إذا تم تثبيط VMAT، لن تُحرر النواقل العصبية إلى الشق المشبكي وبذلك تثبط تأثيراتها مع المسار.
عقاقير أخرى هي على الأرجح سامة للعصبونات الودية. أحد الطرق للحصول على نتائج محددة تكمن في استغلال العقاقير التي هي ركائز لناقل يُفضل أن يكون معبرا عنه في النهايات العصبونية الودية مثل ناقل النورإبينفرين. تسمح هذه النواقل للعقاقير بالتجمع داخل العصبونات الودية، أين يمكنها العمل لتثبيط الوظيفة الودية. من هذه العقاقير: الريتيليوم والغوانيثيدين و6-هيدروكسي دوبامين.